# Mies
Mies (toponimo francese) è un comune svizzero di 1 989 abitanti del Canton Vaud, nel distretto di Nyon.

## Geografia fisica
Mies si affaccia sul lago di Ginevra e fa parte della regione della Terre-Sainte.

## Società

### Evoluzione demografica
L'evoluzione demografica è riportata nella seguente tabella:
Abitanti censiti

## Infrastrutture e trasporti
Mies è servito dall'omonima stazione sulla ferrovia Losanna-Ginevra.

## Amministrazione
Ogni famiglia originaria del luogo fa parte del cosiddetto comune patriziale e ha la responsabilità della manutenzione di ogni bene ricadente all'interno dei confini del comune.

## Sport

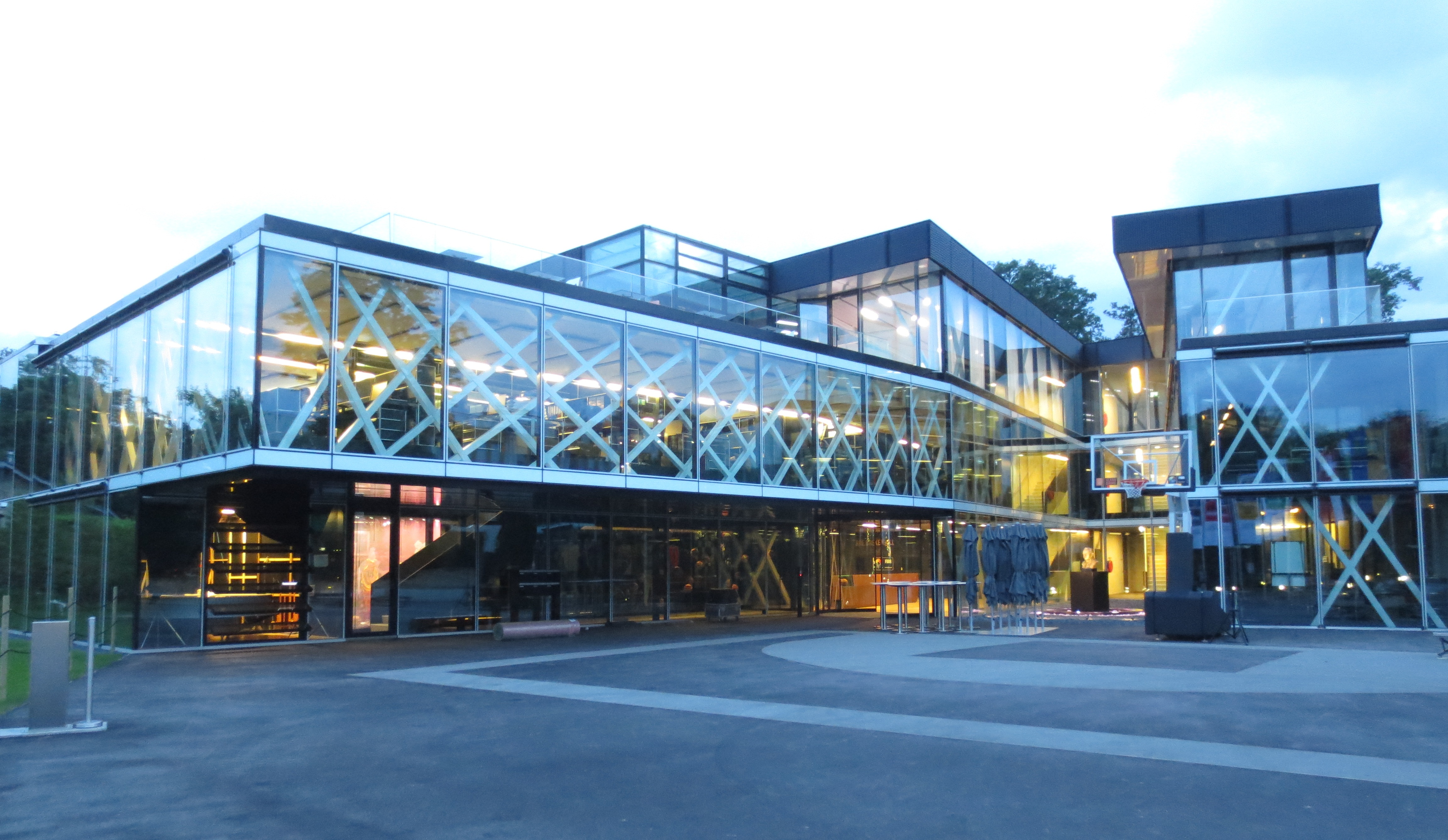
La sede della Federazione Internazionale Pallacanestro

A Mies hanno sede la Federazione Internazionale Pallacanestro e la Federazione Internazionale di Motociclismo.